# Reduto de Santo Inácio
O Reduto de Santo Inácio localiza-se na península do Monte Brasil, na freguesia da Sé, na cidade e concelho de Angra do Heroísmo, na costa sul da ilha Terceira, nos Açores.
Integra o conjunto defensivo da Fortaleza de São João Baptista da Ilha Terceira.

## História
No contexto da instalação da Capitania Geral dos Açores, o seu estado foi assim reportado em 1767: "(…) No dito reducto tem três peças de ferro esfuguenadas e precisa um reparo."
Em nossos dias encontra-se em ruínas.